# Guy Fournier (hockey sur glace)
Pour les articles homonymes, voir Guy Fournier et Fournier.
Guy Fournier (né le 30 janvier 1962 à Saint-Raymond) est un joueur de hockey sur glace franco-canadien qui jouait au poste d'attaquant. Arrivé à 22 ans au pays de ses ancêtres, Fournier a passé quasiment toute sa carrière en France, comme joueur tout comme membre technique. 
À la suite d'une longue carrière comme joueur en France dont surtout avec les dragons de Rouen, Fournier est devenu ensuite entraineur de l'équipe de Normandie entre 1997 et 2006, année où il est devenu manager général du club. Apart de seulement un an, Fournier est actif à Rouen depuis 1988.

## Clubs

### Joueur
- 1979 - 1982 : Cataractes de Shawinigan
- 1982 - 1984 : Jets de Sherbrooke
- 1984 - 1987 : O.H.C Viry Essonne
- 1987 - 1988 : Brûleurs de Loups de Grenoble
- 1988 - 1996 : Dragons de Rouen
- 1996 - 1997 : Heilbronner EC
- 1996 - 1997 : Jets de Viry-Essonne

### Entraîneur
- 1997 - 2006 : Dragons de Rouen

### Manager général
- depuis 2006 : Dragons de Rouen

## Palmarès

### Joueur
- Ligue Magnus
  - 5 coupes Magnus
  - Quadruple détenteur du trophée Charles-Ramsay
- Dragons de Rouen

Il est le deuxième meilleur pointeur de l'histoire du club derrière Franck Pajonkowski avec 590 points en 277 matchs. Il possède également le record pour 62 buts inscrits en une saison par un Dragon en 1988-1989.

### Entraîneur
- 7 coupes Magnus